# Лихолітська загальноосвітня школа
Лихолітська середня загальноосвітня школа І-ІІ ступенів Козелецької районної ради (нині Лихолітська філія І-ІІ ступенів Козелецької ЗОШ І-ІІІ ступенів №3)— школа у с. Лихолітки, Козелецький район, Чернігівської області.

## Історія
Школа була побудована 1896 року на кошти Козелецького повітового земства та частково особисті кошти поміщика Юрченка В.Г.,який проживав в селі Бабарики і був членом повітового земства та активно сприяв будівництву і відкриттю школи в селі.
В приміщенні школи була одна велика кімната, в якій навчалися одночасно від 1 по 4 клас. Вихід з класу через коридор вів на вулицю. З іншого боку приміщення знаходилася квартира для вчителів, де була кухня з піччю, кімната та спальня, що опалювалися грубою, комора для зберігання продуктів. Першим вчителем школи був уродженець села Шами Гламазда Олександр Іванович. Він разом з дружиною, двома синами і дочкою проживав в шкільній квартирі. Це був кінець ХІХ століття та перше десятиліття ХХ століття. Потім вчителювало подружжя – Люшневський Петро Григорович та Люшневська Тіна Михайлівна. У 20-30-х роках в Лихолітській школі були вчителями: 
- Висоцький Микола Пилипович,
- Позняк Ольга Михайлівна,
- Мамай Уляна Симонівна,
- Семенченко Антон Климентійович,
- Цюпа Марія Григорівна,
- Борщ Уляна Карпівна,
- Гламазда Іван Олександрович – син першого вчителя.

## Воєнний період
Незважаючи на війну, а потім окупацію, в школі продовжувалося жевріти навчання. Тоді працювало три вчительки: Приходько Віра Луківна, Кривицька Ольга. Під час німецької окупації почалися розстріли радянських активістів. Був розстріляний Гламазда Іван Олександрович. Приходько Віру Луківну теж заарештували, бо вона була комсомолкою. Від розстрілу її врятувало те, що перекладачем у німців був вчитель з яким вона навчалася в учительському училищі. ЇЇ відпустили додому.
Деякий час у період війни в новішому приміщенні школи була сільська рада, де головою був Тетерук Григорій Іванович. 

## Післявоєнний період
Після закінчення війни в Лихолітській початковій школі навчання проводилося в обох шкільних приміщеннях. В старішому приміщенні проживали в одній кімнаті Мешенко Н.О. з сином; в другій – Кривицька О.О. з дітьми. Третя кімната була класом для навчання.
В іншому шкільному приміщенні була одна класна кімната для навчання. А в решті приміщення жила Приходько В.Л. з дочками, а також Бригинець Ольга Василівна з дочкою та чоловіком Бригинцем Василем Костянтиновичем, якого прислали в Лихолітки головою колгоспу. В 1949 році Приходько Віру Луківну призначили завідувачкою початкової школи села Будище, куди вона і переїхала з дітьми.
Бригинці побудували собі дім. Приміщення переобладнали на медпункт. В ньому працювали два медпрацівники. В 1970 році медпункт був переведений у дві кімнати радгоспної контори, а будівлю продали на знос у село Сивухи, чоловіку на прізвище Полікарпов Григорій, який був у Лихолітках бригадиром огородньої ланки.
В післявоєнний період в школі працювали такі вчителі: Саченко Михайло Романович, Титенко Олексій Антонович, Юрченко Ніна Пилипівна. Були періоди, коли навчання проводилося у дві зміни, бо не вистачало вчителів і класних кімнат.
В 1965 році було збудоване нове цегляне приміщення школи, а в 1966 році початкова школа була реорганізована у восьмирічну школу. Для розширення кількості навчальних місць школі був переданий будинок колишньої колгоспної контори. Там навчалися початкові класи.
Першим директором Лихолітської восьмирічки став Пивоваров Антон Семенович. У цей час в школі почали працювати учителі-предметники: Журавель Євгенія Василівна, Юрченко Олександра Григорівна, Грицай (Смикалова) Поліна Павлівна, Боярко Микола Олексійович, Пономаренко Лідія Миколаївна, Книш Зінаїда Олександрівна, Лоза Микола Іванович, Прима Віктор Федорович, Небрат Світлана Григорівна, Вишневський Анатолій Олексійович, Дарнопих Катерина Терентіївна, Бабич Віра Михайлівна, Пищолка Ольга Степанівна, Кравченко Галина Михайлівна.
Директором деякий час працював Патока Володимир Михайлович, якого змінив Лепеха Микола Іванович. Піонервожатими працювали Кардаш Наталія Дмитрівна та Тополь (Снітко) Марія Євгеніївна, Омельченко Валентина Гнатівна.
1977 року до цегляного приміщення школи була зроблена прибудова, а приміщення, де навчалися початкові класи передано для радгоспного дитсадка.

## Незалежна Україна
З 1990 року школа стала називатися не восьмирічною, а неповною середньою, бо навчалися учні до 9-го (включно) класу. До школи дітей почали приймати у 6 років. Клас називався нульовим. Для шестиліток були обладнані ігрова кімната, спальна кімната, організоване двохразове харчування. Через кілька років нульовий клас перейменували в перший, а інші відповідно 2,3,4,5,6,7,8,9. Так восьмирічка перетворилася в дев’ятирічку і з 2000 року у зв’язку з реформуванням шкільної освіти змінилася і назва. Школа почала називатися Лихолітська ЗОШ І-ІІ ступенів – середня ланка освіти.